# Fauna Europaea

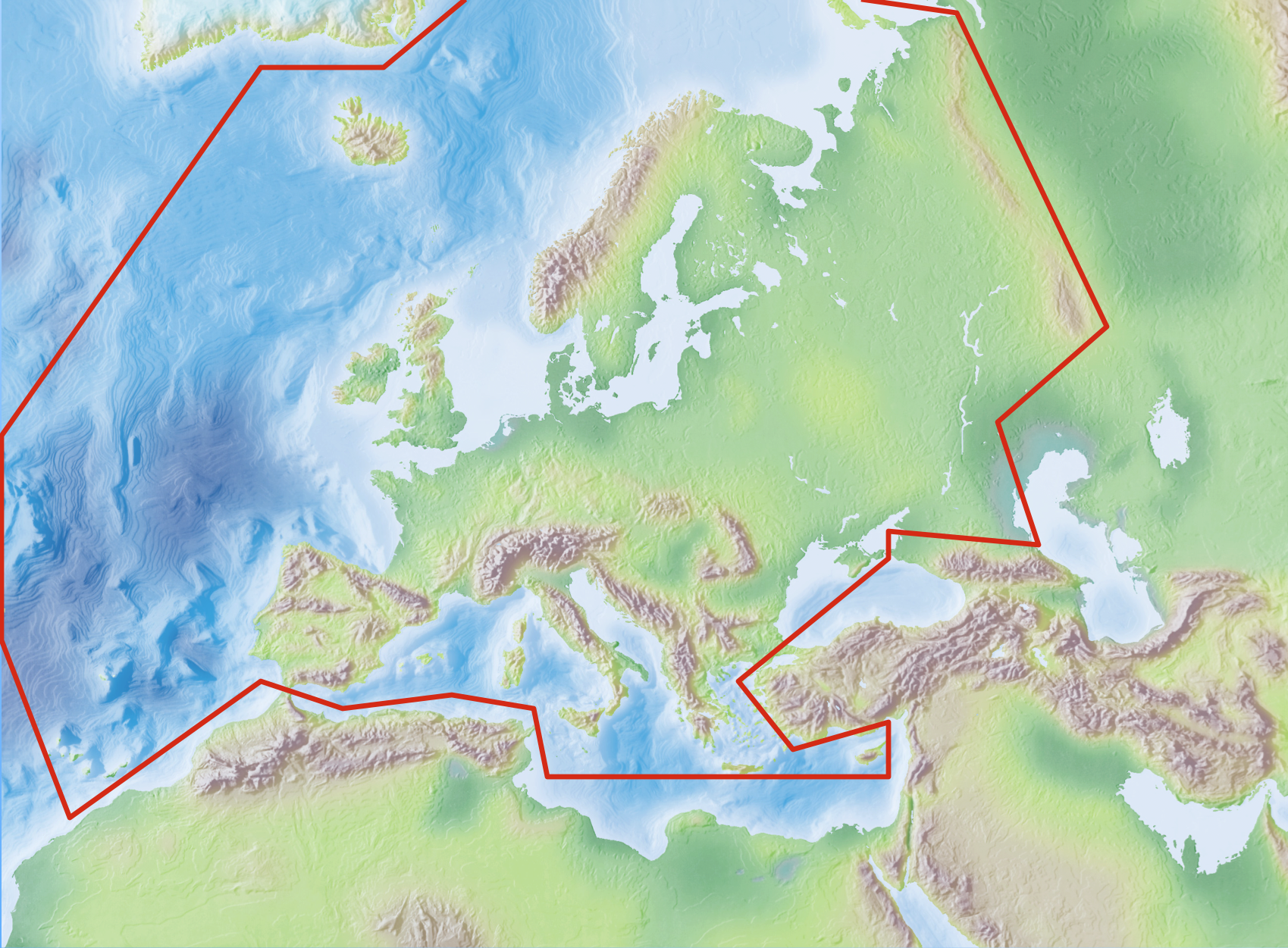
Fauna Europaea

Fauna Europaea je databáze vědeckých názvů a míst výskytu všech evropských žijících mnohobuněčných suchozemských a sladkovodních živočichů. Slouží jako standardní zdroj pro taxonomii živočichů v rámci infrastruktury PESI (Pan-European Species directories Infrastructure).